# Washington Bullets 1991-1992
La stagione 1991-92 dei Washington Bullets fu la 31ª nella NBA per la franchigia.
I Washington Bullets arrivarono sesti nella Atlantic Division della Eastern Conference con un record di 25-57, non qualificandosi per i play-off.

## Roster
| N° | Naz.                   | Ruolo | Sportivo         | Anno | Alt. | Peso |
| -- | ---------------------- | ----- | ---------------- | ---- | ---- | ---- |
|    | Stati Uniti (bandiera) | AC    | Ralph Sampson    | 1960 | 224  | 103  |
| 1  | Stati Uniti (bandiera) | G     | Andre Turner     | 1964 | 180  | 73   |
| 3  | Stati Uniti (bandiera) | G     | Rex Chapman      | 1967 | 193  | 84   |
| 10 | Stati Uniti (bandiera) | G     | Michael Adams    | 1963 | 178  | 73   |
| 12 | Stati Uniti (bandiera) | A     | Tom Hammonds     | 1967 | 206  | 98   |
| 14 | Stati Uniti (bandiera) | G     | A.J. English     | 1967 | 191  | 79   |
| 15 | Stati Uniti (bandiera) | GA    | Albert King      | 1961 | 198  | 86   |
| 21 | Stati Uniti (bandiera) | GA    | Ledell Eackles   | 1966 | 196  | 100  |
| 22 | Stati Uniti (bandiera) | G     | LaBradford Smith | 1969 | 191  | 91   |
| 23 | Stati Uniti (bandiera) | AC    | Charles Jones    | 1957 | 206  | 98   |
| 33 | Stati Uniti (bandiera) | A     | Larry Stewart    | 1968 | 203  | 100  |
| 35 | Stati Uniti (bandiera) | A     | Derek Strong     | 1968 | 203  | 100  |
| 42 | Stati Uniti (bandiera) | AC    | Greg Foster      | 1968 | 211  | 109  |
| 43 | Stati Uniti (bandiera) | AC    | Pervis Ellison   | 1967 | 206  | 95   |
| 44 | Stati Uniti (bandiera) | A     | Harvey Grant     | 1965 | 203  | 88   |
| 55 | Stati Uniti (bandiera) | GA    | David Wingate    | 1963 | 196  | 84   |

## Staff tecnico
- Allenatore: Wes Unseld
- Vice-allenatori: Bill Blair, Jeff Bzdelik